# Зоберн, Олег Владимирович
Оле́г Влади́мирович Зо́берн (род. 1980, Москва) — российский писатель и издатель.
Окончил Литературный институт им. А. М. Горького.
Также имеет богословское образование. Лауреат независимой литературной премии «Дебют» 2004 года. Лауреат премии «НОС» 2016 года (под псевдонимом Борис Лего).
Рассказы Зоберна переводились на голландский и английский языки, печатались в журналах «Новый мир», «Октябрь», «Знамя», «Esquire», «Дружба народов», «Нева», «Сибирские огни», «Север», «Дон», «Passionate» (Нидерланды), «Yang» (Бельгия) и др., в коллективных сборниках. В 2010 году опубликована книга его рассказов «Шырь», в 2016 году — «Сумеречные рассказы» (под псевдонимом Борис Лего).
В начале 2018 года в ЭКСМО вышел первый роман Зоберна «Автобиография Иисуса Христа».
Создатель и редактор книжной серии «Уроки русского», в которой публикует избранную современную прозу, — авторы: Анатолий Гаврилов, Николай Байтов, Игорь Лёвшин, Денис Осокин, Роман Сенчин, Ашот Аршакян, Александр Шарыпов, Дмитрий Данилов, Софья Купряшина и др. Серия была основана в издательстве «Колибри» в 2010 г., затем продолжилась в изд-ве «Новое литературное обозрение». По мнению критики, книжная серия «Уроки русского» во многом формирует русскоязычное литературное пространство.